# Eternal (álbum de Samael)
Eternal es el quinto disco de estudio de la banda Samael. Sucesor del larga duración Passage (1996), y más cercanamente del EP Exodus, prosigue la evolución de la banda a través de un sonido decididamente más electrónico. Estilísticamente es una mezcla de black metal con metal industrial, con un sonido más cercano a Ministry o Rammstein, con un predominio del elemento roquero, aunque sin abandonar la majestuosidad propia de su pasado blackmetalero. Vorph refina un poco más su trabajo vocal, y ahora no sólo gruñe o vocifera, sino que además recita en varias partes, e incluso se permite cantar algunos estribillos ("Us"), aunque sin una voz limpia. Líricamente, abandona definitivamente el satanismo de discos anteriores, con canciones que hablan sobre luminosidad y trascendencia espiritual; también crea canciones con un contenido relativamente romántico ("Together", "Us", "Nautilus & Zeppelin").
Este disco marcó también el deterioro de la relación de Samael con Century Media, y fue de hecho el último LP lanzado con dicho sello (exceptuando el caso excepcional de Era One). A partir de esta fecha, Xy y Vorph se dedicarían a nuevos proyectos musicales, que cristalizarían precisamente en el mencionado Era One, mientras que Samael entraría en un hiato discográfico hasta el disco Reign of Light, lanzado en el año 2004.
El disco será relanzado a finales de 2007, con nuevo material adicional.

## Ficha técnica
- Grabado en Mountain Studio, en la primavera de 1999.
- Grabado, ensamblado y mezclado por David Richards, asistido por Kris Fredriksson.
- Masterizado en Metropolis London por Tony Cousins.
- Producido por Samael.
- Música por Xy.
- Letras por Vorph.

## Listado de canciones
1. "Year Zero". ("Año Cero"). Canción optimista sobre aprovechar las oportunidades que presenta un mundo lleno de luz.
2. "Ailleurs". ("En otra parte", en francés). Canción que llama a la búsqueda de la trascendencia más allá del mundo.
3. "Together". ("Juntos"). Este tema trata sobre una ruptura sentimental, y la nostalgia de aquello que dos personas no han podido salvar.
4. "Ways". ("Caminos" o "Maneras"). Se refiere a los caminos a tomar para el propio desarrollo personal.
5. "The Cross". ("La cruz"). Se refiere a la cruz como símbolo de los valores más excelsos del Cristianismo, pero también puede aludir a la cruz de la bandera suiza.
6. "Us". ("Lo nuestro"). Canción netamente romántica, invita a una chica a entablar una relación sentimental.
7. "Supra Karma". ("Supra Karma"). Se refiere a la aceptación de aquello que debe tomarse y aquello que debe dejarse.
8. "I". ("Yo"). Describe un estado de ánimo imbuido de trascendencia espiritual.
9. "Nautilus & Zeppelin". ("Nautilus y Zeppelin"). Tema romántico y optimista, sobre la necesidad de madurar para aceptar una relación sentimental.
10. "Infra Galaxia". ("Infra Galaxia"). Sobre el instante místico en que se alcanza la trascendencia, y los instantes que han llevado hasta allí.
11. "Being". ("Ser"). Sobre el sentimiento de completitud en la vida que se alcanza al llegar hasta la trascendencia.
12. "Radiant Star". ("Radiante estrella"). Este tema llama al autodescubrimiento de la luz interior dentro de cada persona.

Adicionalmente, el relanzamiento 2007 contiene el siguiente material:
- "Ways" (alternative mix).
- "Ailleurs" (alternative mix).
- "Infra Galaxia" (alternative mix).
- "Us" (instrumental).
- "The Cross" (instrumental).
- "I" (instrumental).
- "Ways" (drum'n'bass mix).